# Stine Stengade
Stine Stengade ( Copenhague, 1 de junio de 1972) es una actriz danesa conocida por su papel en la película Kira's Reason: A Love Story.

## Biografía
Stine Stengade nació en Copenhague el 1 de junio de 1972. Asistió al Kalundborg Gymnasium y se graduó de la Escuela Nacional de Teatro de Dinamarca en 1998. Stengade debutó en la pantalla en la película Den Attende, en 1996. En 2000 alcanzó notoriedad en Dinamarca como la femme fatale Lisbeth Gordon en la popular serie de televisión policial danesa Edderkoppen. Al año siguiente interpretó el papel principal en la premiada película de Dogma 95 Kira's Reason: A Love Story. Por su actuación, Stengade recibió el Premio Bodil y el Premio Robert a la Mejor Actriz de 2001. También ha aparecido en varias series de televisión, incluidas Rejseholdet y Langt fra Las Vegas. Actuó en la popular película Nynne (2006) y nuevamente fue nominada al Premio Bodil como Mejor Actriz por su papel en la película dramática Prag .

## Vida personal
Stengade se divorció de su primer marido y luego vivió con el director de cine danés Ole Christian Madsen, quien la dirigió en Kira's Reason, una película que explora una difícil ruptura matrimonial.

## Filmografía

### Actriz
- Dicte .... Nina Storm (10 episodes, 2016)
- Kapgang (2014)
- Above Suspicion (Series 3) (2011)
- Room 304 (2011)
- Those Who Kill (2011) .... Andrea Lorck
- Borgen (2010) .... Henriette Klitgaard
- Den du frygter (2008) .... Ellen... a.k.a. Fear Me Not (International: English title)
- Spillets regler (2008)... a.k.a. Moving Up (International: English title)
- Flammen & Citronen (2008) .... Ketty ... a.k.a. The Flame and the Lemon (USA title)
- Daisy Diamond (2007) .... Casting director
- Forsvunden (2006) .... Mia... a.k.a. da (International: English title)
- Prag .... Maja... a.k.a. Prague (International: English title)
- Nynne (2005) .... Natasha
- Glashus (2005)
- Forsvar .... Ellen Brahe (4 episodes, 2004)... a.k.a. Defense (English title)
- Helligtrekongersaften (2004) (TV) .... Viola
- The Fairytaler .... Additional Voices (3 episodes, 2004)
- Se dagens lys (2003) (TV) .... Blå Kollega
- Annas dag (2003) .... Maria
- Rejseholdet.... Miriam (1 episode, 2002)... a.k.a. Unit One (English title)
- En Kærlighedshistorie (2001) .... Kira... a.k.a. Kira's Reason: A Love Story
- Langt fra Las Vegas .... Anne (3 episodes, 2001)
- Edderkoppen (2000) TV mini-series .... Lisbeth Gordan
- Zacharias Carl Borg (2000) .... Anna
- Attende, Den (1996) .... Pia ... a.k.a. The Eighteens

### TV
- Meyerheim .... Herself (1 episode, 2007)
- Vild med dans (2005) TV series .... Herself – Participant (season 1)
- Bodilprisen 2005 (2005) (TV) .... Herself
- Bag kameraet: En kærlighedshistorie (2002) (V) (uncredited) .... Herself/Kira